# IC 1454
IC 1454 – mgławica planetarna znajdująca się w gwiazdozbiorze Cefeusza. Odkrył ją William Denning 9 sierpnia 1891 roku. Mgławica ta jest oddalona o około 13,7 tysiąca lat świetlnych od Ziemi.